# Букса

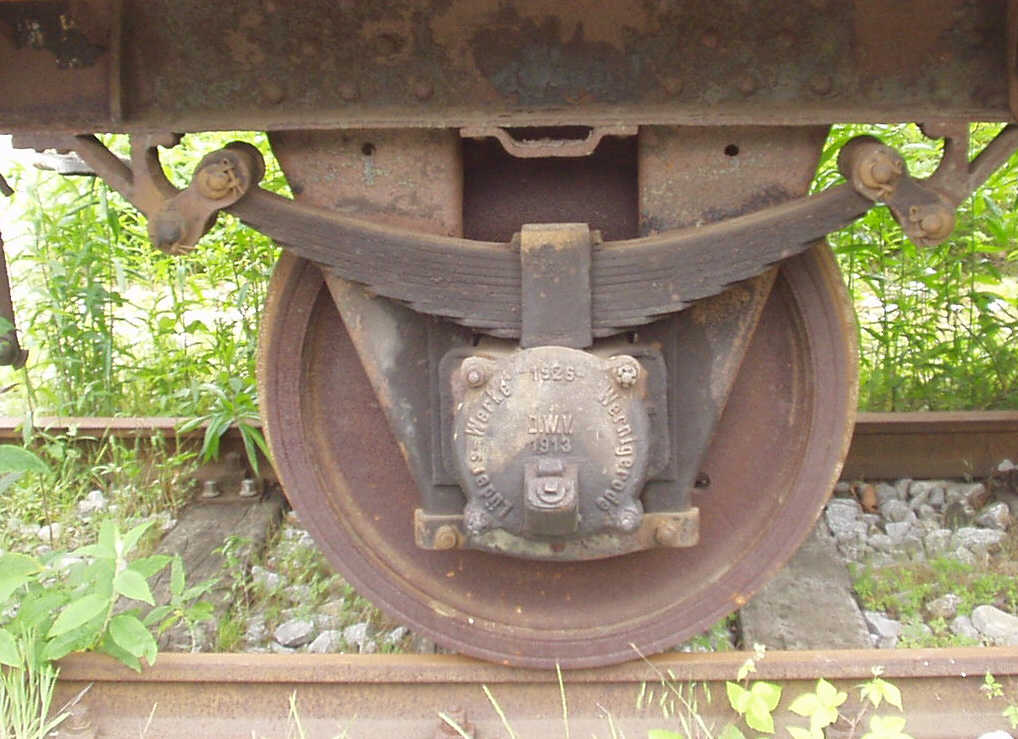
Букса, 1913 год

Бу́кса (от нем. Büchse — коробка, изначально из самшита) — стальная или чугунная коробка, внутри которой размещены подшипник скольжения, вкладыш, смазочный материал и устройство для подачи смазочного материала к шейке вала колёсной пары, либо роликовый подшипник качения и специальный смазочный материал.
Букса является связующим звеном между колёсной парой и рамой вагона, локомотива или их тележкой. Для ограничения перемещения букса имеет направляющие, поводки, шпинтоны или жёстко соединяется с рамой тележки либо колёсной парой. Для предотвращения загрязнения смазки букса имеет уплотняющее устройство.
- Челюстная букса — свободно вставлена в специальный вырез в раме тележки.
- Бесчелюстная букса — связь между тележкой и буксой обеспечивают специальные поводки с шарнирами.

Второй способ крепления (бесчелюстная букса) хорош отсутствием деталей, подверженных трению скольжения, такие буксы надёжнее челюстных.

## Устройство буксы

### Букса с подшипником скольжения

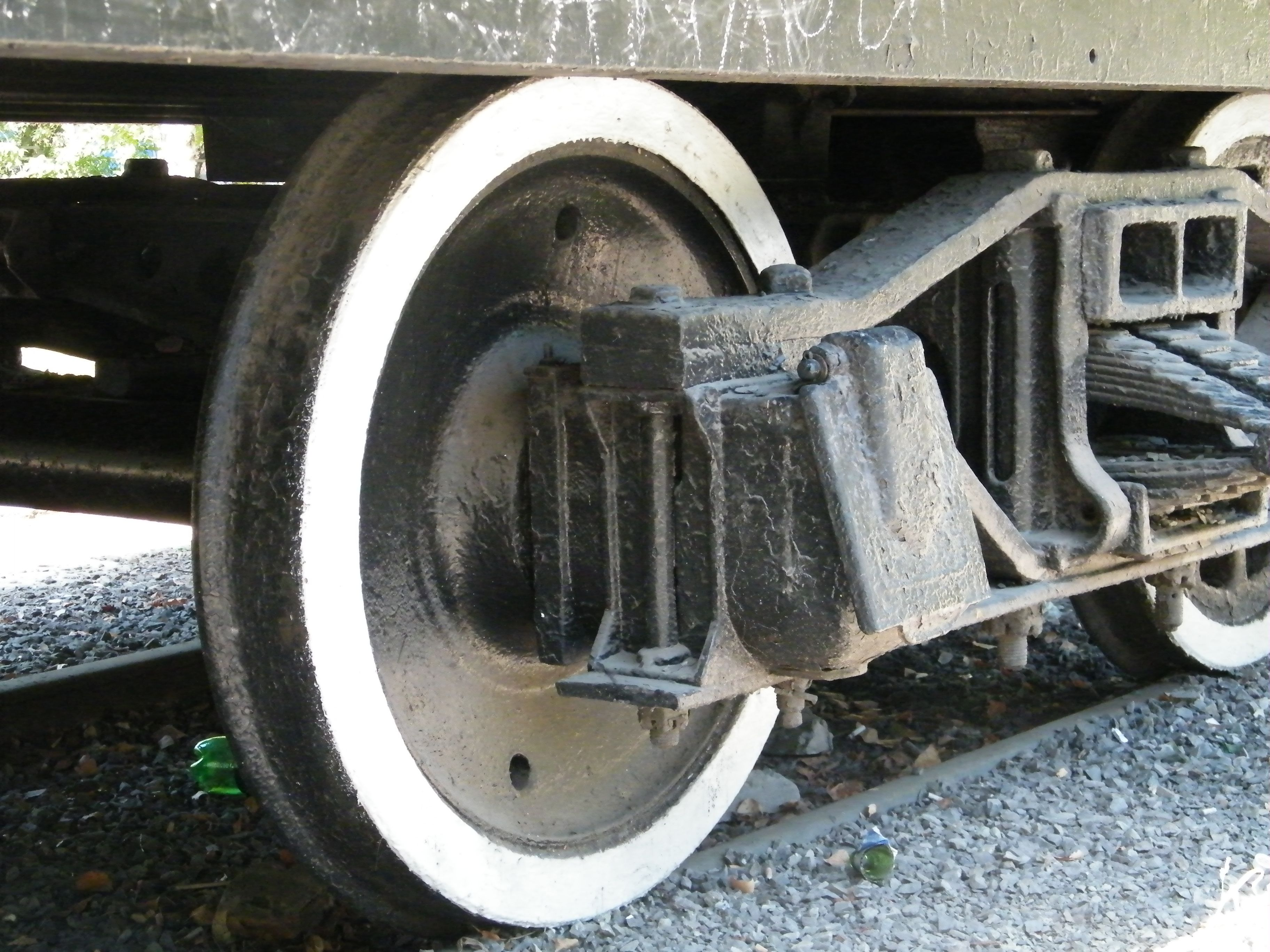
Букса с подшипником скольжения

Устаревший тип буксы. Шейка оси колёсной пары верхней стороной опирается на подшипник скольжения с вкладышем из антифрикционного материала (как правило, баббит). В нижнюю часть коробки буксы заливается смазочное масло. К нижней стороне шейки оси колёсной пары масло подаётся по́льстером. Корпус буксы закрыт крышкой.
По́льстер представляет собой подпружиненную полукруглую металлическую пластину, на которую надета польстерная щётка.
Польстерная щётка — текстильное изделие, надевается на польстерную пластину, тканевая поверхность её смазывает шейку оси. Текстильные нити, свисающие с польстерной щётки, являются фитилём, по которому масло поступает к шейке оси.
На железнодорожной станции осмотрщик вагонов обходит состав, открывает крышку каждой буксы, проверяет её техническое состояние, при необходимости доливает масло из лейки (маслёнки).
Осмотрщик вагонов носит с собой молоток с длинной рукояткой, которым он на слух проверяет, нет ли на бандаже вагонного колеса трещины (ударяет молотком по бандажу). Этим же молотком, действуя как крюком, он открывает крышку буксы.
В XXI веке буксы с подшипниками скольжения вытеснены  буксами с подшипниками качения.

### Букса с подшипником качения

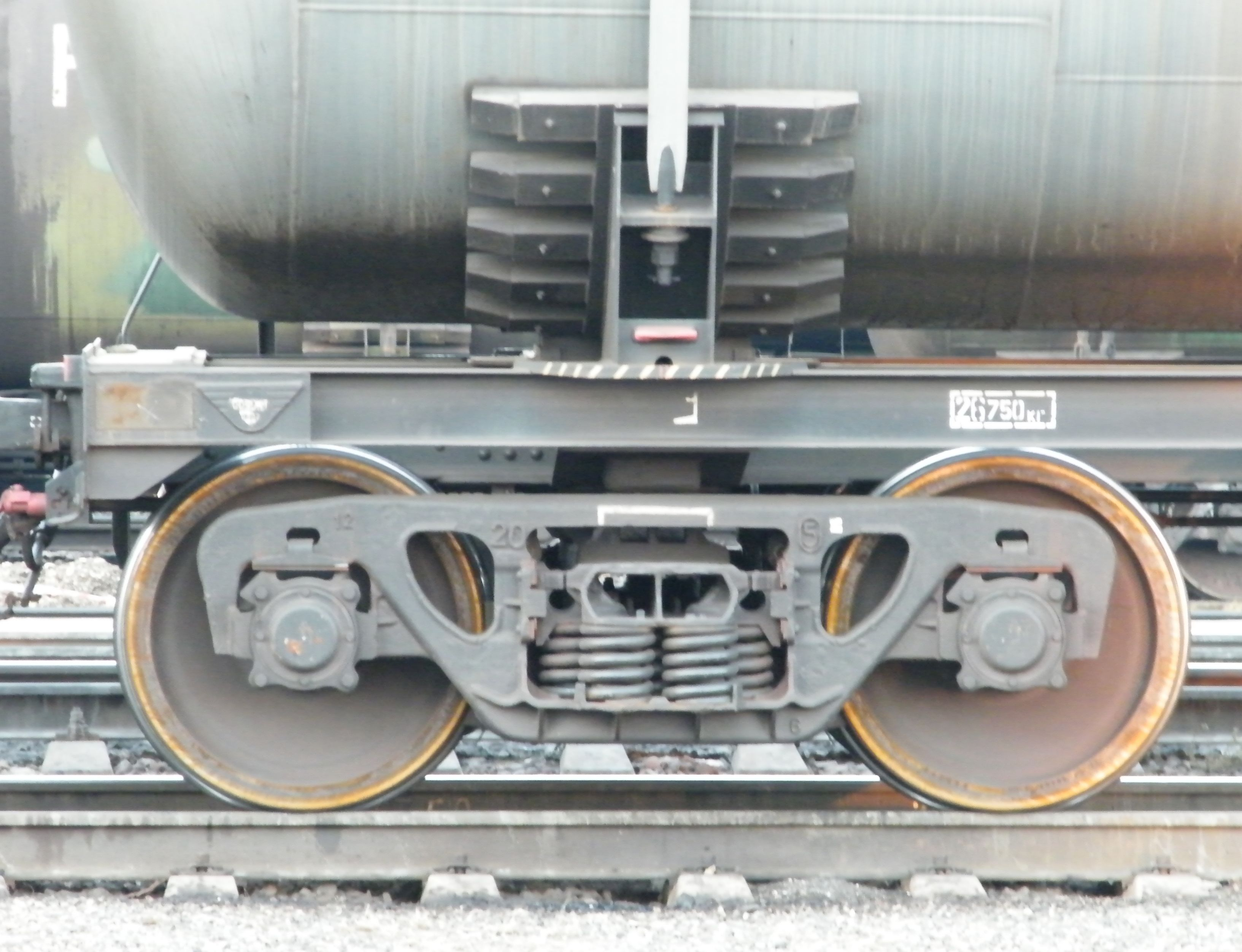
Тележка железнодорожной цистерны, буксы с подшипниками качения

Шейка оси колёсной пары вращается в роликовом подшипнике качения, смазка — консистентная («ЖРО» или «Буксол»). Техническое обслуживание и регулировки производятся, как правило, в вагонном депо.
Буксы с подшипниками качения оказывают меньшее сопротивление движению, локомотиву легче везти поезд.

## В русском языке

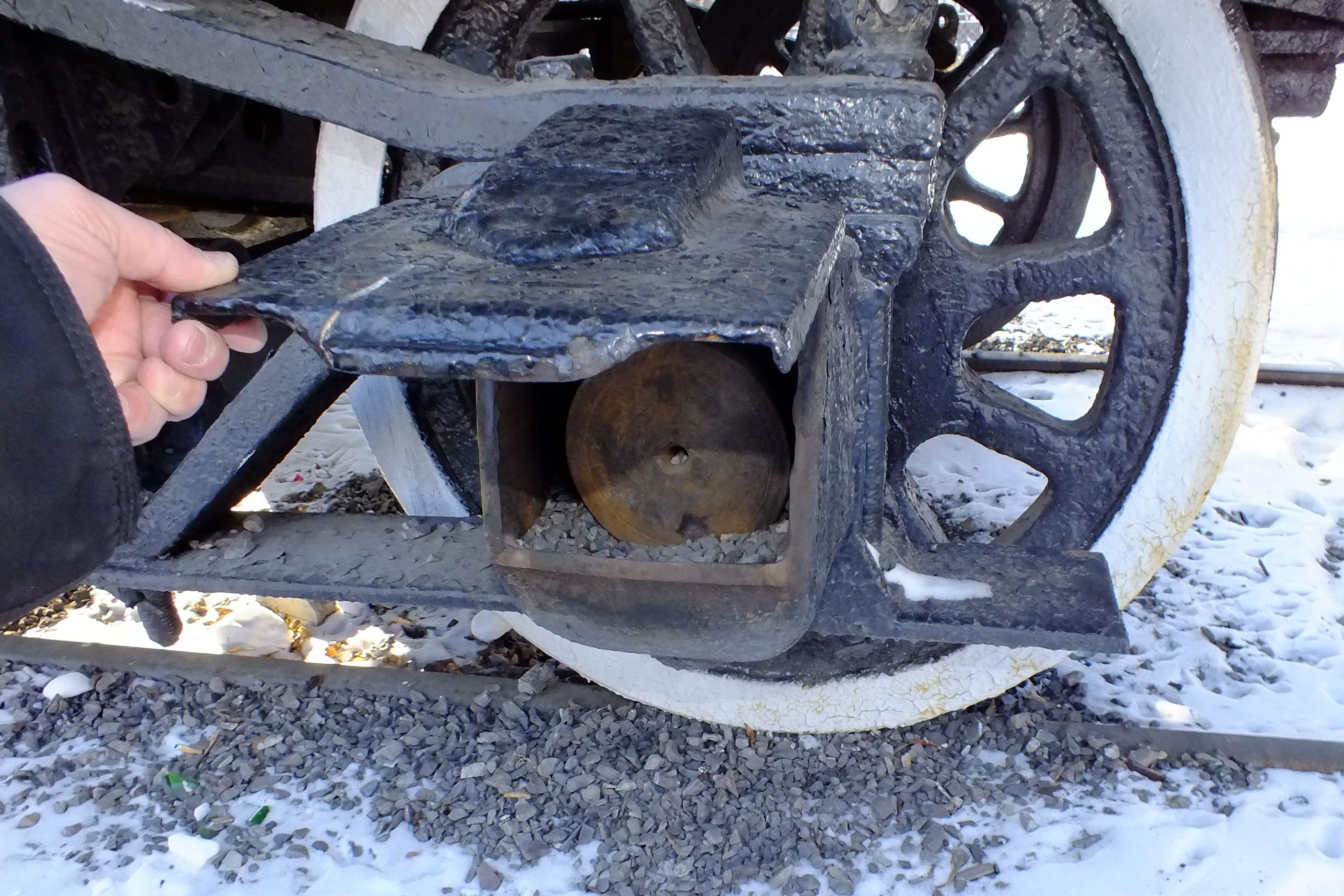
Так открывается крышка буксы с подшипником скольжения, здесь уже потрудились малолетние «диверсанты».

Любой абразив, попавший в буксу, приводит к быстрому перегреву и разрушению подшипника. «Песок в буксе» является простым методом саботажа, и используется в переносном смысле в русском языке для обозначения деструктивной деятельности.
В художественных произведениях часто встречается описание, как в буксу с подшипниками скольжения, легко открыв крышку, с диверсионной целью насыпали песок. Из-за возросшего трения баббит мог выплавиться, смазочное масло загореться, в конечном итоге это могло привести к железнодорожной катастрофе. Открыть современную буксу с подшипниками качения без специальных инструментов — дело трудоёмкое.